# Hofkapelle St. Sebastian (Pötting)

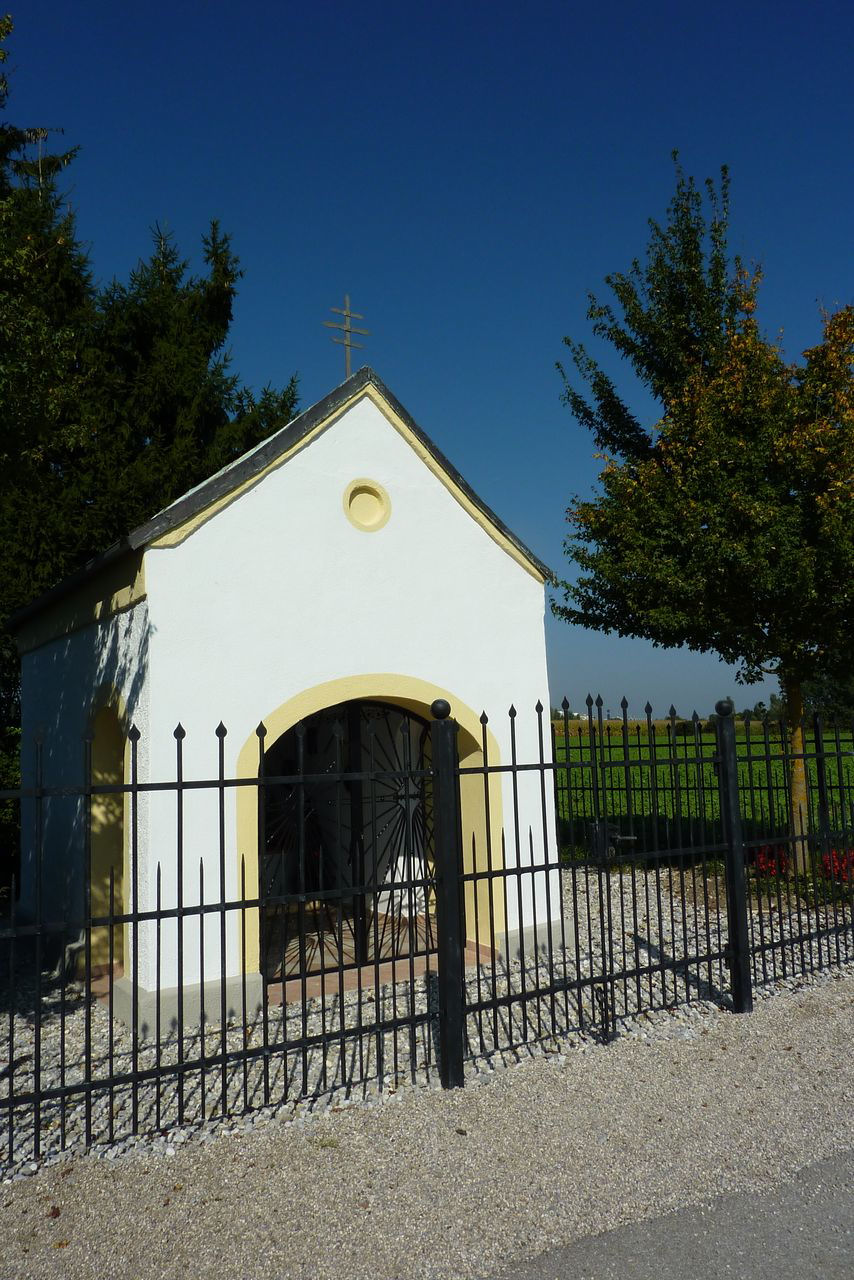
Hofkapelle St. Sebastian in Pötting

Die Hofkapelle St. Sebastian ist eine Hofkapelle im Ortsteil Pötting der oberbayerischen Gemeinde Taufkirchen (bei München) im Landkreis München. Sie ist als Baudenkmal in die Bayerische Denkmalliste eingetragen.

## Beschreibung
Die Kapelle liegt am Rand des landwirtschaftlichen Anwesens Pötting an der Straße nach Taufkirchen. Sie ist nach Nordwesten hin ausgerichtet. Der Bau wurde 1867 errichtet. 
Das Bauwerk ist etwa 5 Meter lang und etwa 3,50 Meter breit. Der rechteckige Bau ist mit einer Apsis abgeschlossen und trägt ein Satteldach. Der Kapelle ist ein offener Portikus mit durch Gitter geschlossenen Rundbögen vorgelagert, der auf zwei massiven Pfeilern ruht. 
Im Inneren hat die Kapelle ein Tonnengewölbe. Auf der Mensa steht ein neugotisches Retabel mit einer Figur des heiligen Sebastian, flankiert von Figuren der Heiligen Leonhard und Florian.